# Anea Garcia
Anea Wauneegunn Garcia (née le 21 novembre 1994 à Cranston dans l'état de Rhode Island) est un mannequin américano-dominicain.

## Biographie
Elle est adoptée par sa grand-mère à la suite du décès de ses parents.
Elle est nommée Miss Rhode Island USA en 2015 est deuxième dauphine de Miss USA 2015.